# Steve Latinovich
Steven N. Latinovich (* 23. Mai 1947 in Welland, Ontario) ist ein ehemaliger kanadischer Eishockeyspieler.

## Karriere
Steve Latinovich begann seine Karriere als Eishockeyspieler in der Ontario Hockey Association, in der er von 1963 bis 1967 für die Peterborough Petes, Chatham Junior Maroons und St. Catharines Black Hawks aktiv war. Anschließend spielte er ein Jahr lang für die Dallas Black Hawks in der Central Hockey League. Nachdem der Angreifer anschließend zeitweise mit dem Eishockey pausierte, spielte er von 1970 bis 1973 für die Mannschaft der York University. Nach weiteren vier Jahren im Amateureishockey unterschrieb Latinovich 1977 beim EHC Biel, mit dem er auf Anhieb in der Saison 1977/78 die Schweizer Meisterschaft gewann. In Biel beendete er auch 1980 nach drei Jahren seine Laufbahn. Während seiner Jahre beim EHC Biel bildete er zusammen mit seinen Mitspielern Urs Lott und Bob Lindberg die ligaweit bekannte L-Linie.

## Erfolge und Auszeichnungen
- 1978 Schweizer Meister mit dem EHC Biel

## Heutige Tätigkeit
Als Absolvent mit einem Bachelor of Laws der Osgoode Hall Law School an der York University in Toronto, Canada, praktiziert Latinovich heute als Jurist in einer Anwaltskanzlei in seinem Geburtsort.